# Neoempheria sakhalinensis
Neoempheria sakhalinensis är en tvåvingeart som beskrevs av Zaitzev 2001. Neoempheria sakhalinensis ingår i släktet Neoempheria och familjen svampmyggor. Inga underarter finns listade i Catalogue of Life.